# The Miz
Mike "The Miz" Gregory Mizanin (n. 8 octombrie 1980, Parma⁠(d), Ohio, SUA) este un actor și wrestler american care în prezent luptă în WWE pentru marca sa SmackDown. A fost o dată campion mondial după ce a deținut centura WWE. În plus deține doua centuri ale Statelor Unite, douo ca Campion Mondial pe echipe, patru ca campion pe echipe din WWE și șase ca Campion Intercontinental. De asemenea, a câștigat RAW Money in the Bank din 2010.

### World Wrestling Entertainment/WWE

#### 2006
La Armaggedoon The Miz începe un nou conflict cu Boogeyman dar Miz pierde acest meci în doar trei minute unde la finalul meciului Bogeyman îl scuipă pe fața cu râme pe Miz.

#### 2007
La Royal Rumble 2007 The Miz intră al 29-lea luptător dar este scos în 7 secunde de The Great Khali.
The Miz revine din nou după o accidentare de 8 luni și începe o nouă competiție cu CM Punk pentru centura ECW, dar The Miz pierde meciul unde Punk îi aplică un GTS și își păstrează titlul ECW.
La Survivor Series The Miz este implicat într-un Triple Threat Match din care mai fac parte John Morrison și campionul ECW CM Punk, iar The Miz la Raw câștigă meciul de calificare în fața lui Kenny Dikstra iar Morrison este ajutat de The Miz să câștige și el meciul de calificare în fața lui Tommy Dreamer. The Miz și Morrison se împrietenesc dar niciunul dintre ei nu reușește să câștige titlul ECW iar Punk își păstrează titlul ECW.
La Armaggeddon, The Miz și John Morrison fac echipă și se înfruntă cu Jesse și Festus, dar pierd meciul.

#### 2008
La Royal Rumble The Miz intră al 16-lea luptător în Rumble dar este scos de Hornswooggle, iar Morrison intră al 6-lea și rezistă o jumătate de oră dar este scos de Kane.
La Raw, Morrison și Miz câștigă meciul în fața lui Lance Cade și Trevor Murdoch.
La Wrestlemania 24, The Miz este implicat într-un Battle Royal pentru titlul ECW,  din care fac parte încă 23 de luptători: Mark Henry, Elijah Burke, Lance Cade, Deuce, Domino, Tommy Dreamer, Jim Duggan, Festus, The Great Khali, Hardcore Holly, Jesse, Brian Kendrick, Kofi Kingston, The Miz, Shannon Moore, Trevor Murdoch, Jamie Noble, Chuck Palumbo, Cody Rhodes, Snitsky, Stevie Richards, Val Venis și Jimmy Wang Yang. Kane câștigă acest Battle Royal, câștigând și titlul ECW în fața lui Chavo Guerrero în 8 secunde.
La Raw, The Miz îl înfruntă pe Shannon More și este ajutat de Morrison să câștige meciul. The Miz și Morrison încep o nouă luptă cu Jimmy Wang Yang și Shannon More la Backlash, unde Miz și Morrison câștigă meciul.
La Judgment Day, Miz si Morrison devin campioni la echipe unde câștigă meciul în fața lui Kane și CM Punk.
La One Night Stand The Miz îl însoțește pe John Morrison, fiind implicat într-un Singapore Cane Match din care mai fac parte CM Punk, Tommy Dreamer și Big Show. Show câștigă meciul și se înfruntă cu Kane pentru titlul ECW.
La Night Of Champions The Miz și John Morrison reușesc să-și păstreze centurile la echipe în fața lui Hornswooggle și Finlay. 
La Great American Bash, The Miz și John Morrison își pun centurile pe echipe la bătaie. Acest meci este disputat într-un Fatal Four Way, din care mai fac parte echipele Jesse și Festus, Finlay și Hornswooggle și Curt Hawkins și Zack Ryder. Miz și Morrison pierd centurile la echipe, Hawkins și Ryder devin campioni la echipe unde sunt ajutați de Edge și Chavo Guerrero.
La Raw, Miz și Morrison sunt amândoi supărați din cauza eșecului pe care l-au avut la Unforgiven și sunt atacați de The Colons (Carlito și Primo). La No Mercy, The Miz și Morrison pierd meciul în fața fraților Colon.
John Morrison și The Miz atacă și ei în culise la Raw pe cei din Cryme Tyme (Shad și JTG), iar din această confruntare se naște un nou conflict între Crime Tyme și perechea The Miz și Morrison. La Cyber Sunday ei reușesc să câștige meciul în cursul căruia John Morrison îl lovește foarte tare în cap pe JTG și îl lasă knockout.
La Survivor Series, The Miz și Morrison se dau de partea echipei lui John Bradshaw Layfield din care mai fac parte MVP și Monstrul Roșu Kane. Ei se înfruntă cu echipa lui Shawn Michaels din care mai fac parte Rey Mysterio, Crime Tyme (Shad și JTG) și The Great Khali. Echipa lui Michaels câștigă acest meci important.  
La Raw, centura intercontinentală este liberă. The Miz ia parte la un concurs de calificare pentru  titlul intercontinental la Armaggeddon. The Miz este învins de Rey Mysterio. Partenerul său Morrison se califică pentru etapa următoare unde îl învinge pe Finlay. Pe urmă Morrison îl înfruntă pe CM Punk dar pierde meciul.

#### 2009
La Raw, The Miz câștigă meciul de calificare pentru Royal Rumble și reușește să câștige în fața lui Evan Bourne. The Miz intră în Rumble al 13-lea luptător, dar este scos după un minut și 18 secunde de partenerul său Morrison.
La Wrestlemania XXV Anniversary, The Miz și Morrison se împacă după confruntarea de la Rumble și îi înfruntă pe The Colons (Carlito și Primo) într-un meci de tipul Lumberjack match WWE Tag Team Championship și World Tag Team Championship. The Miz și Morrison pierd acest meci.
La Raw, The Miz și Morrison concurează separat. The Miz îl atacă pe Morrison și îl lovește cu un scaun de metal în cap de 3 ori.
The Miz îl provoacă pe John Cena la fiecare show de Raw dar Cena refuză. 
La Night Of Champions, The Miz este implicat într-un Six-Pack Challenge pentru centura United States Championship din care fac parte campionul Statelor Unite Kofi Kingston, MVP, Carlito, Jack Swagger și Primo Colon, dar The Miz nu reușește să devină campionul Statelor Unite.

#### 2010
La Raw, The Miz este învins de Tyson Kidd. Condiția era ca, în cazul unei victorii a lui Tyson Kidd, The Miz va avea dreptul să-și aleagă un membru din Familia Hart ca adversar. El îl alege pe Bret Hart.
La Raw, The Miz îl înfruntă pe Bret Hart pentru centura Statelor Unite. Miz anunță că meciul se dispută fără descalificări. Deși avea avantajul vârstei, The Miz nu reușește să câștige centura Statelor Unite.
La Raw, Bret Hart renunță la centura Stetelor Unite. În meciul disputat de R-Truth și The Miz, acesta din urmă pierde din nou.
La următorul Raw, se dispută un meci în 4 la care iau parte John Morrison, R-Truth (Campionul Statelor Unite), The Miz și Zack Ryder. Câștigătorul este The Miz după ce îl învinge pe R-Truth.
La Fatal Four Way Miz își apără centura Stalelor Unite împotriva lui R-Truth și reușește din nou să câștige meciul, menținându-și titlul.
La noul PPV Money In The Bank The Miz reușește să pună mâna pe geanta bani în bancă din care au mai făcut parte Randy Orton, Ted DiBiase, Edge, Y2J, R-Truth,John Morrison, Evan Bourne și Mark Henry, iar Miz poate să își folosească geanta oricând vrea el unde va putea pentru prima dată să devină campion mondial al greilor sau campion WWE.
În data de 21.11.2010 la RAW acesta devine pentru prima dată campion mondial. După un meci în care Randy Orton îl învinge pe Wade Barret și rămâne campion WWE, The Miz își folosește geanta, câștigată la PPV Money In The Bank, și profitând de oboseala acumulată de Randy Orton și de durerile provocate de Nexus acestuia (înaintea meciului cu Wade Barret) îl învinge și devine noul campion WWE.

#### 2011
La Royal Rumble acesta își apără titlul în fața lui Randy Orton. Deși meciul a fost dominat în mare parte de Randy, Miz reușește să-și păstreze centura cu ajutorul celor din Nexus, CM Punk intrând în ring și făcându-i un GTS viperei. The Miz rămâne în continuare campion.
La Elimination Chamber, The Miz reușește să-și apere din nou centura, de această dată în fața Hall of Famer-ului Jerry Lawler, executând un Skull Crashing Finalle. La următorul Raw, Managerul Raw-ului îi pune pe Miz și pe Cena să lupte pentru titlurile la echipe în fața celor din The Corre(Nucleu). Cei doi câștigă centurile (Miz câștigă meciul), dar le pierd imediat după ce The Corre își cere revanșa (Miz îl atacă pe Cena).
Urmează cel mai mare eveniment al anului Wrestlemania XXVII. Miz luptă în main-event contra lui John Cena. The Miz câștigă cu ajutorul lui The Rock. Astfel Miz pune capăt feudului început cu John Cena.
Astfel, pay-per-view-ul Extreme Rules îl găsește tot pe Miz campion WWE. El își apără titlul într-un meci de tipul Extreme Rules în fața aceluiași John Cena și împotriva fostului său coleg de echipă JoMo. Deși Morrison părea să iasă învingător, R-Truth intervine și îl scoate pe acesta din meci cu o lovitură de picior. John Cena câștigă meciul prin pin-fall.
La Over the Limit,John Cena își păstrează centura după un meci infernal de tip i quit match împotriva lui Miz.Cena îl face să cedeze după un STF.
La Capitol Punishment,are meci cu Alex Riley,pe care îl pierde.
La Money in the Bank,participă în meciul cu 8 oameni al Raw-ului,dar nu îl câștigă,învingător fiind Alberto del Rio.
La Summerslam,participă într-un meci tag-team,făcând echipă cu Alberto de Rio și R-Truth pe care îl pierde în fața lui Kofi Kingston,John Morrison și Rey Mysterio.
La un Raw el face echipă cu R-Truth,echipa lor numindu-se Awesome Truth.
La Night of Champions,Miz,împreună cu R-Truth au meci împotriva campionilor la echipe,Kofi Kingston și Evan Bourne,pe care îl pierd din nou.
La Raw,Miz și Truth sunt concediați de către Triple H.
La Hell in a Cell,ei îi atacă pe Cena,Punk și Alberto de Rio care au meci în cușcă pentru centura WWE.Ei sunt arestați de polițiști.
Ei sunt reangajați și au meci la Vengeance împotriva lui Triple H și CM Punk într-un meci tag team pe care îl câștigă.
Ei au meci tag team în main-event la Survivor Series împotriva lui John Cena și a lui The Rock pe care îl pierd în urma unui Rock Bottom.
La Raw,Miz îi aplică un Skull Crashing Finnale lui R-Truth,astfel R-Truth se accidentează.
La TLC,Miz este din nou în main-event într-un triple treath TLC match pentru centura WWE împotriva lui CM Punk și Alberto del Rio,pe care îl pierde,câștigător fiind CM Punk.

#### 2012
La Royal Rumble, Miz intră primul în meciul Royal Rumble și rezistă 45 de minute,fiind eliminat de Big Show. La Elimination Chamber, Miz participă în meciul Elimination Chamber al Raw-ului,care îl pierde,câștigător fiind CM Punk. La WrestleMania 28,el participă în echipa lui John Laurinaitis împotriva echipei lui Teddy Long,meci pe care îl câștigă. La Extreme Rules,participă în Pre-Show împotriva lui Santino Marella,meci pe care îl pierde. La Over the Limit,participă într-un battle royal pe care îl pierde, câștigător fiind Christian. El face o pauză de două luni pentru filmările la filmul The Marine 3, Miz lăudându-se că The Marine 3 va fi mult mai bun decât The Marine 1, în care a jucat John Cena. La Money in the Bank, el se întoarce cu un nou look și spune că va participa în meciul Raw Money in the Bank. Acesta pierde meciul, câștigător fiind John Cena. La Raw 1000, el este oponentul lui Christian pentru centura intercontinentală, meci pe care îl câștigă și devine noul campion intercontinental. Își apăra centura cu succes pentru prima dată în acea săptămâna la SmackDown în fața fostului campion. După asta a mai apărat centura de douo ori în fața lui Rey Mysterio la Summerslam și în fața lui Mysterio, Cody Rhodes și Sin Cara la Night of Champions. Pe 16 octombrie la Main Event, pierde centura în fața lui Kofi Kingston. A avut revanșa la Hell in a Cell dar a fost din nou învins.
Noaptea următoare la Raw a fost introdus în Team Punk (posterior Team Ziggler) pentru meciul de la Survivor Series, după o săptămâna abandona echipa pentru că nu se numea Team Miz. Pe 6 noiembrie a mai luptat o dată pentru centura intercontinentală dar a fost din nou învins de Kofi, terminând rivalitatea. Pe 12 noiembrie la Raw, a fost ales de public prin Twitter pentru al înlocui pe Ryback în Team Foley, iar în acea seară alături de Kane i-a învins pe Team Rhodes Scholars (Cody Rhodes și Damien Sandow), devenind "face". La Survivor Series a luptat în Team Foley (Randy Orton, Miz, Kofi Kingston, Kane & Daniel Bryan) împotriva la Team Ziggler (Dolph Ziggler, Alberto Del Rio, Wade Barrett, Damien Sandow & David Otunga), fiind penultimul eliminat din echipă de către Del Rio. La TLC i-au învins alături de Del Rio și The Brooklyn Brawler pe 3MB (Heath Slater, Drew McIntyre & Jinder Mahal). La sfârșitul lui 2012, a început o rivalitate cu Antonio Cesaro, din cauza comentarilor acestuia înjurând americani.

#### 2013
Pe 14 ianuarie 2013, la sărbătoarea de la Raw 20th Anniversary, l-a interveviat pe Ric Flair în segmentul său Miz TV. În schimb, a-u fost întrerupți de Cesaro păna ce Miz i-a aplicat un "Skull Crushing Finale" și Flair i-a permis să-i aplice manevra sa caracteristică, "Figure-Four Leglock", care a adoptato ca manevră de final. La Royal Rumble a luptat în pre-show cu Cesaro pentru centura Statelor Unite, dar a pierdut. În același eveniment, a participat în meciul Royal Rumble cu numărul 28 dar a fost eliminat de Ryback. La Elimination Chamber l-a întâlnit pe Cesaro pentru centură dar a pierdut prin descalificare după ce Cesaro se prefăcuse că a primit o lovitură joasă. Noaptea următoare la Raw, a reușit să-l învingă pe Cesaro în-trun No DQ match unde centura nu era pusă în joc. Pe 28 februarie la SmackDown, a obținut un nou meci pentru titlu împotriva lui Cesaro fiind învins în-trun 2 out of 3 Falls Match terminând rivalitatea.
Pe 11 martie a apărut ca invitat la Highlight Reel a lui Chris Jericho, dar a-u fost întrerupți de campionul intercontinental Wade Barrett. Din acea cauză, Jericho și Miz a-u luptat în acea seară pentru o șansă pentru centură, dar meciul a terminat făra rezultat după intervenția lui Barrett. După asta, ambi a-u primit lupta cu Barrett următoarea săptămâna, dar Barrett a reușit să își păstreze centura. Pe 25 martie la Raw l-a învins pe Barrett obținând o șansă pentru centură la WrestleMania 29. În acest eveniment în pre-show, Miz l-a învins pe Barrett prin predare câștigând centura. În schimb, l-a pierdut noaptea următoare la Raw. În preshow-ul de la Extreme Rules l-a învins pe Cody Rhodes. După asta a obținut încă un meci pentri titlu pe 24 mai la SmackDown, dar nu a putut câștiga. La Payback s-a luptat cu Barrett și Curtis Axel pentru centura, dar meciul a fost câștigat de Axel. După asta a avut alt meci pentru centură cu Axel la Money in the Bank, dar a fost învins.
La Night of Champions l-a învins pe Fandago. După aceea a început o mică rivalitate cu Familia Wyatt, după ce a-u întrerupt emisiunea sa de la Raw Miz TV. La Hell in a Cell era să lupte cu Bray Wyatt dar meciul nu s-a dus la capât după intervenția lui Luke Harper și Erick Rowan. După intervenție a fost atacat de Kane. Ziua următoare la Raw a luptat cu Kane dar a pierdut. La pre-show de la Survivor Series l-a învins pe Kofi Kingston. La premile Slammy Awards l-a învins din nou, fiind apoi atacat de acesta. La următorul Raw, Miz l-a atacat pe Kofi. Rivalitatea a conclus la TLC unde a-u luptat în-trun meci făra descalificări câștigat de Kofi.

#### 2014

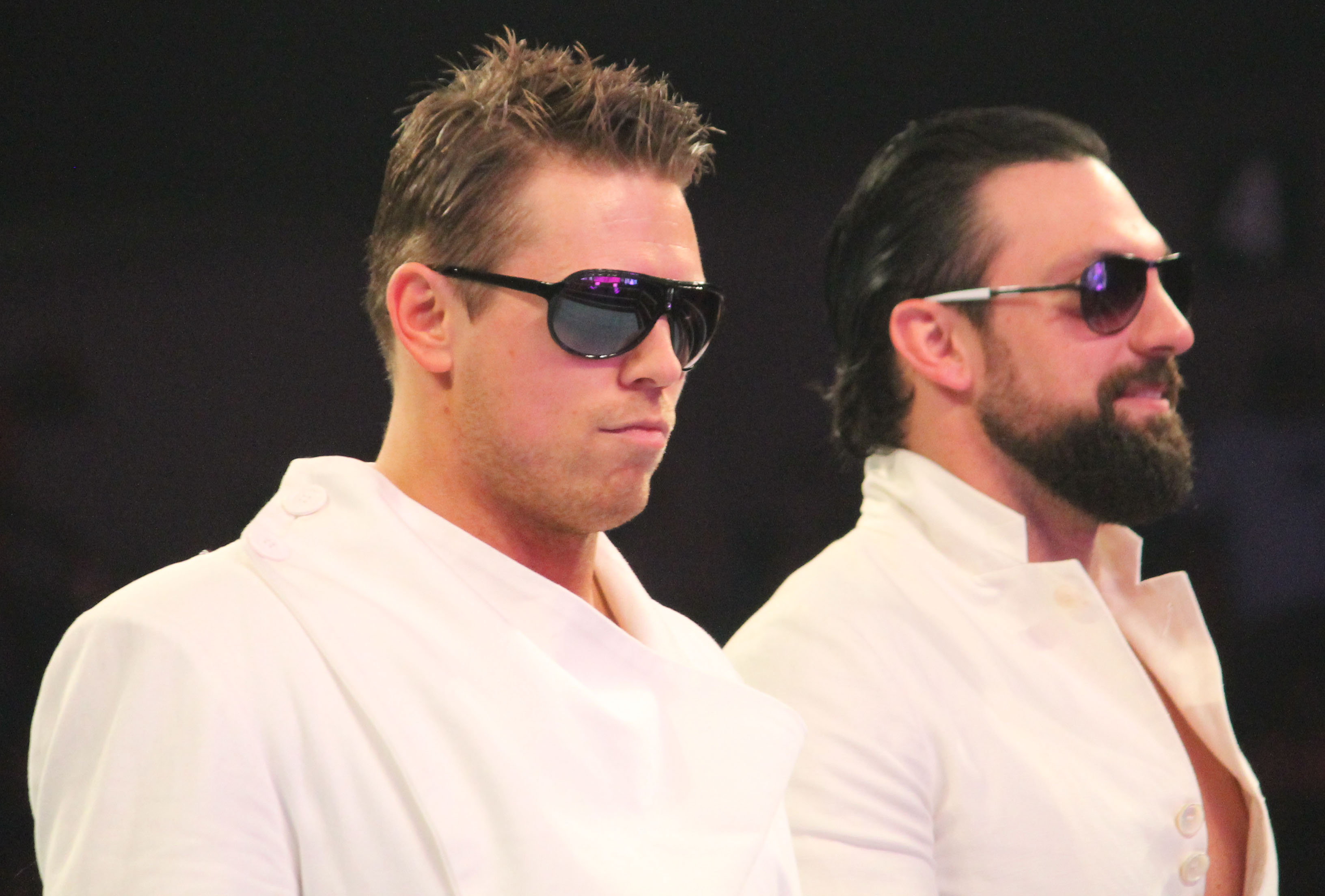
Miz and Mizdow

La începutul lui ianuarie, Miz și-a anunțat participarea în meciul de la Royal Rumble prin aplicația WWE. Miz a intrat în meci cu numărul 18, dar a fost eliminat de Luke Harper. Ziua următoare la Raw, a luptat cu Dolph Ziggler pierzând în-trun meci numit "The Battle of Cleveland". În următoarele show-uri a avut atitudini de heel. Pe 24 martie a făcut definitiv schimbarea în heel când s-a revelat contra lui Hulk Hogan, Arnold Schwarzenegger y Joe Manganiello, fiind atacat de Schwarzenegger și Maganiello și scos din ring de Hogan. La WrestleMani XXX a participat în Battle Royal în memoria lui Andre the Giant dar a fost eliminat de Santino Marella.
The Miz s-a întors pe 30 iunie la Raw după ce a stat pe tușă filmând The Marine 4: Moving Target, disprețuind lumea și devenind heel din nou, înainte de a fi întrerupt de întoarcerea, de asemenea, a lui Chris Jericho. Săptămâna următoare, pe 7 iulie la Raw, a fost învins de Jericho. Pe 20 iulie, la Battleground, a câștigat un Battle Royal eliminândul pe Dolph Ziggler, câștigând centura Intercontinentală pentru a treia oară. Această eliminare a făcut ca ambi să înceapă o rivalitate ce i-au dus la un meci la Summerslam unde Ziggler l-a învins pe Miz pierzând astfel centura după 28 de zile. În următoarele săptămâni, Miz adoptează personajul a unui star de Hollywood și începe să fie însoțit de Damien Sandow, luptător ce imita diferite personaje, începând să-l imite pe Miz ca "dublul" său chemânduse Damien Mizdow și continuând rivalitatea sa cu Ziggler. La Night of Champions, Miz a reușit să-l învingă pe Ziggler cu un Roll up ținândul de pantalon, obținând centura intercontinentală pentru a patra oară. În schimb, noaptea următoare la Raw, a fost învins de Ziggler cu aceași manevră ca el și pierzând centura. Terminată rivalitatea cu Ziggler, a început alta cu campionul Statelor Unite Sheamus cu care a luptat la Hell in a Cell pentru centură, dar a fost învins. La Survivor Series, a câștigat alături de Mizdow centurile pe echipe după ce i-a învins pe Gold & Stardust, The Usos și Los Matadores. După asta, a-u început o rivalitate cu The Usos, cu care a-u luptat la TLC pastrând centurile după ce Miz l-a atacat pe Jimmy cu centura, cauzând descalificarea. În schimb, pe 29 decembrie la Raw, a-u pierdut titlurile în fața Gemenilor Uso.

#### 2015
De-a lungul lui ianuarie, Miz și Mizdow a-u continuat rivalitatea cu Uso. La Royal Rumble Uso i-au învins pe Miz și Mizdow. În același eveniment Miz a participat în meciuL Royal Rumble în care a intrat primul și fiind primul eliminat de către Bubba Ray Dudley.
Pe 2 februarie la Raw Miz l-a "concediat" pe Mizdow după ce fanii voiau autografe cu acesta și nu cu Miz, iar mai târziu în acel Raw Mizdow l-a însoțit în meciul său cu Sin Cara care a pierdut după o distracție a publicului. La WrestleMania 31 a participat în Battle Royal în memoria lui Andre the Giant, în care ramâs prin-tre ultimii trei alături de Mizdow și Big Show dar a fost trădat și eliminat de Mizdow. Noaptea următoare l-a atacat pe Mizdow după meciul său cu Stardust. Săpămâna următoare, a fost atacat de Mizdow după ce a câștigat meciul său cu R-Truth. Iar în sfărșit Miz îl bate Mizdow la Raw pe 20 aprilie.
După asta a luat o mică pauză revenind la Elimination Chamber facândui un interview lui Daniel Bryan. Ziua următoare era să lupte cu noul campion Intercontinental Ryback, dar Big Show se întorcea și îi aplica un "KO Punch". La Money in the Bank a intervenit în meciul între Ryback și Big Show pentru centură. Ziua următoare, Miz l-a învins pe Show prin "count out". La Raw pe 17 august Miz a luptat cu Ryback dar a pierdut. La Summerslam i-a întâlnit pe Ryback și Big Show pentru centura Intercontinentală, dar Ryback a învins. La Survivor Series a participat într-un meci 5 vs 5 în kick off contra lui Goldust, The Dudley Boyz (Bubba Ray Dudley & D-Von Dudley) Neville & Titus O'Neil alături de Stardust, The Ascension (Konnor & Viktor), & Bo Dallas, fiind învinși.

#### 2016

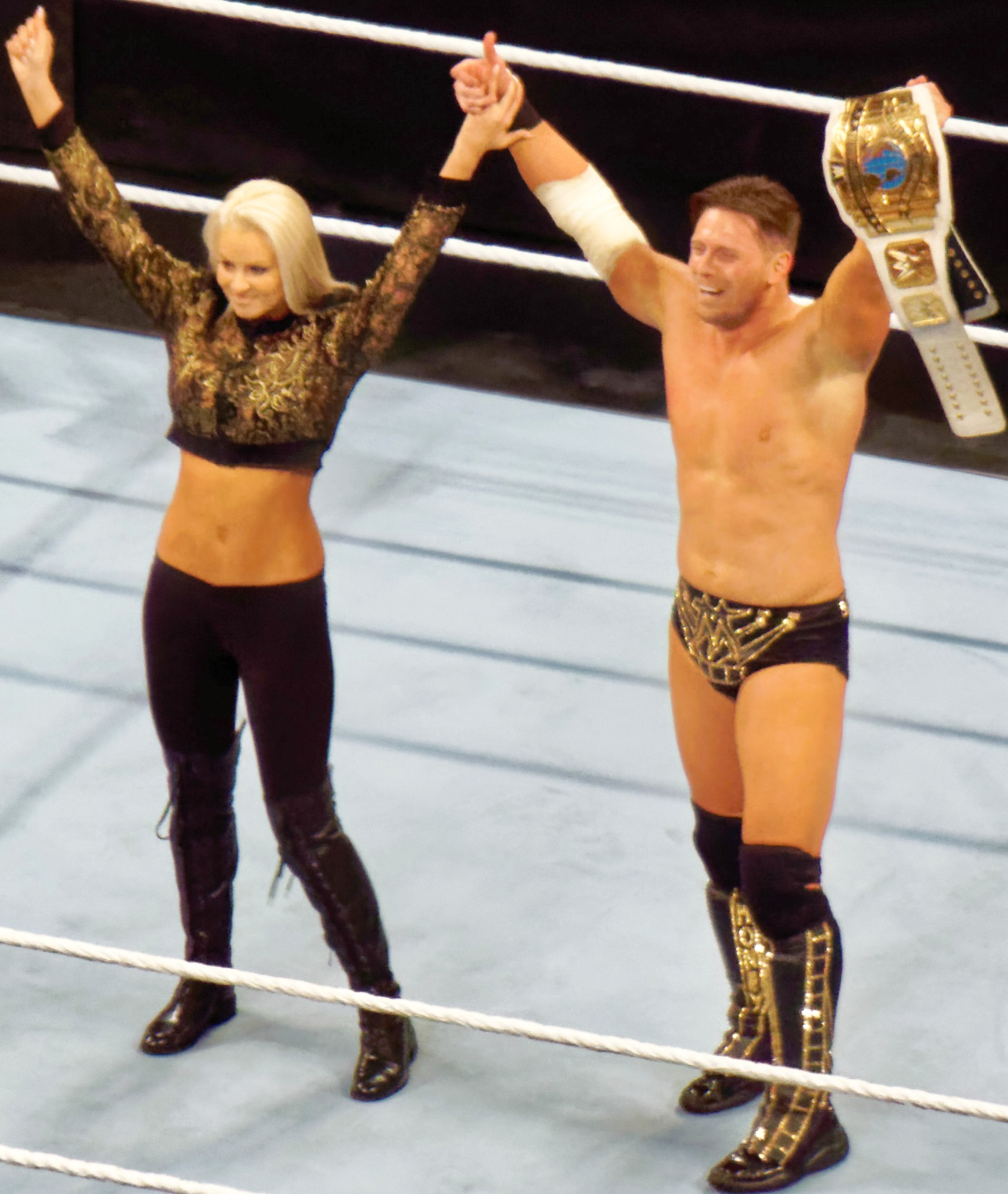
Miz ca campion alături de Maryse în aprilie 2016

La Royal Rumble, participă în meci dar este eliminat de Roman Reigns. Pe 1 februarie la Raw, a fost învins de AJ Styles. În următoarele săptămâni a avut meciuri cu Styles și Chris Jericho pierzând ambele. Pe 21 martie la Raw, a anunțat că va participa în meciul cu scări de la WrestleMania pentru centura Intercontinentală.
La WrestleMania 32, Miz nu a reușit să câștige fiind Zack Ryder învingător. Noaptea următoare la Raw, Miz reușea să-l învingă pe Ryder după o distracție a lui Maryse câștigând centura Intercontinentală pentru a cincea oară.
Apoi The Miz a început o rivalitate cu Cesaro. La Payback, Miz l-a învins pe Cesaro păstrânduși centura. La Extreme Rules i-a învins pe Cesaro, Kevin Owens și Sami Zayn. Pe 23 mai la Raw, este învins de Cesaro într-un meci unde se decidea cine intra în meciul cu scări de la Money in the Bank. Pe 24 mai la SmackDown, Miz apară centura Intercontinentală în fața lui Cesaro.
Pe 11 iulie la Raw, l-a atacat pe Darren Young care câștigase un meci pentru a fi aspirantul n.1 la titlu. Pe 19 iulie a fost trimis la SmackDown alături de Maryse ca parte a draftul-ui. La Battleground apăra titlu după ce meciul termină în dublă descalificare. Pe 2 august l-a atacat pe Apollo Crews după ce acesta câștigase un meci pentru a fi aspirantul la titlu. La Summerslam, Miz l-a învins pe Apollo.
Apoi începe o intensă rivalitate cu Dolph Ziggler. La Backlash, Miz îl învinge pe Ziggler după ce Maryse îi dă cu un șpray în ochi. Pe 20 septembrie la SmackDown îl învinge pe Ziggler după ce a folosit un șpray pentru al orbii pe Ziggler. Pe 27 septembrie la SmackDown, a fost confrontat de Ziggler pentru o șansă la titlu cu condiția că dacă Ziggler pierdea, trebuia să se retragă. La No Mercy a fost învins de Ziggler pierzând centura. Pe 11 octombrie l-a confruntat pe Ziggler pentru eșecul său la No Mercy. În acea seară l-a atacat pe Ziggler alături de Kenny și Mikey dar a fost salvat de Heath Slater și Rhyno. Pe 18 octombrie la SmackDown, Miz și Spirit Squad i-au învins pe Ziggler, Slater și Rhyno. La episodul 900 al SmackDown îl învinge pe Ziggler și câștigă centura Intercontinentală pentru a șasea oară. Miz apară centura cu Sami Zayn la Survivor Series. La TLC a luptat cu Ziggler într-un Ladder Match în care reușește să-l învingă după o lovitură joasă.

#### 2017
Pe 3 ianuarie la SmackDown pierde centura într-un meci cu Dean Ambrose. Pe 29 ianuarie la Royal Rumble 2017, Miz a intrat în meciul Royal Rumble ca numărul 15 și a durat 32 de minute până când a fost eliminat de The Undertaker. În episodul de SmackDown din 31 ianuarie, Miz a fost dezvăluit ca fiind unul dintre participanții la Elimination Chamber match pentru Campionatul WWE care a avut loc pe 12 februarie la Elimination Chamber 2017, unde Miz a pierdut după ce John Cena l-a eliminat. La episodul de SmackDown din 21 februarie, Miz a participat într-un Battle Royal de zece oameni pentru a determina adversarul pentru campionatul WWE al lui Bray Wyatt, dar a fost eliminat de Cena. În episodul de SmackDown din 28 februarie, Miz și Maryse au făcut o ediție specială a "Miz TV" pentru a critica puterile lui Cena în scenele din spatele culiselor înainte ca Maryse să îl lovească pe Cena și Nikki Bella, prietena lui Cena, ar veni să-l salveze. În episodul de SmackDown din 14 martie, după o confruntare dintre Miz și Maryse împotriva lui Cena și Nikki, directorul general al SmackDown, Daniel Bryan, a programat un meci pe echipă între cele două cupluri pentru WrestleMania 33 , pe care Miz și Maryse l-au pierdut.
Pe 10 aprilie, Miz a fost transferat la brandul Raw alături de Maryse, datorită turneului Superstar Shake-up, unde și-au făcut debutul în aceeași noapte îmbrăcați ca Cena și Nikki, înainte de a se confrunta cu campionul Intercontinental Dean Ambrose, care, de asemenea, a fost transferat la Raw ca parte a Shake-up-ului. La 4 iunie, la Extreme Rules 2017, l-a învins pe Ambrose câștigând Campionatul Intercontinental pentru a șaptea oară în cariera sa.
La episodul de Raw din 5 iunie, într-un segment de sărbătoare în ringul sponsorizat de Maryse, Miz a atacat și a distrus darul lui Maryse, ceasul bunicului, deoarece Miz credea că Ambrose se afla în ambalajul cadoului. La episodul de Raw din 19 iunie, Maryse a fost invitatul special al "Miz TV", unde Miz și-a cerut scuze pentru evenimentele anterioare, dar a venit să o folosească ca un scut pentru a se proteja de Ambrose, ceea ce a provocat ca Maryse să arunce șampanie pe hainele sale și apoi să distrugă ceasul bunicului pe care la restaurat, ceea ce a determinat-o pe Maryse să-l abandoneze din nou după ce a părăsit ringul. Pe 3 iulie la Raw, după o discuție între cei doi, directorul general din Raw, Kurt Angle, a programat două apărări ale Campionatului Intercontinental: Miz a apărat cu succes campionatul împotriva lui Slater în aceeași noapte și împotriva lui Dean Ambrose, pe 9 iulie la Great Balls of Fire 2017, din cauza interferenței celor de la The Miztourage. Pe 20 august în pre-show-ul de la SummerSlam 2017, Miz & The Miztourage i-au învins pe Jason Jordan și The Hardy Boyz (Jeff Hardy și Matt Hardy) într-un Six-man Tag Team match. În episodul de Raw din 28 august, Miz a apărat cu succes titlul împotriva lui Jeff Hardy.
Pe 24 septembrie la No Mercy 2017, Miz a păstrat cu succes campionatul împotriva lui Jason Jordan. În episodul de Raw din 2 octombrie, Miz a păstrat Campionatul Intercontinental după ce Roman Reigns a fost descalificat după interferența lui Cesaro și Sheamus. Miz s-a aliat cu Cesaro, Sheamus, Kane și Braun Strowman pentru a merge împotriva grupului format din The Shield și Kurt Angle (care l-a înlocuit pe Roman Reigns după ce acesta nu a fost autorizat medical să lupte) într-un Handicap Tables, Ladders and Chairs match pe 22 octombrie la TLC: Tables, Ladders & Chairs 2017, dar au fost învinși. În noiembrie, Miz s-a confruntat cu campionul Statelor Unite ale Americii Baron Corbin (din SmackDown) la Survivor Series 2017, într-o luptă între campion și campion, pe care a pierdut-o. În noaptea următoare, la Raw, Miz a pierdut în fața lui Roman Reigns într-o luptă pentru Campionatul Intercontinental, încheindu-și domnia la 169 de zile. După aceea, Miz a luat o pauză pentru a filma filmul The Marine 6: Close Quarters.

#### 2018
La Raw 25 aniversar, l-a învins pe Roman Reigns pentru a câștiga cel de-al optulea Campionat Intercontinental. După aceasta, Miz a participat în meciul Royal Rumble din 28 ianuarie de la Royal Rumble 2018, dar nu a putut câștiga meciul după ce a fost eliminat prin efortul combinat al lui Reigns și Seth Rollins. În seara următoare la Raw, Miz l-a învins pe Reigns într-o revanșă pentru a păstra titlul. În episodul de Raw din 5 februarie, Miz l-a învins pe Apollo Crews pentru a se califica în Elimination Chamber match de la Elimination Chamber 2018, pentru a determina candidatul numărul 1 la Campionatul Universal WWE a lui Brock Lesnar, dar a fost primul luptător eliminat după ce a durat mai mult 20 de minute. Pe 8 aprilie, la WrestleMania 34, Miz a pierdut Campionatul Intercontinental în fața lui Seth Rollins într-un Triple Threat match, în care a mai fost implicat și Finn Bálor, suferind prima sa înfrângere prin numărătoare la WrestleMania.
Pe 16 aprilie, în timpul Superstar Shake-up, Miz a fost transferat la SmackDown. Miz nu a reușit să recupereze Campionatul Intercontinental de la Rollins într-un Ladder match în care au fost implicați și Finn Bálor și Samoa Joe la Greatest Royal Rumble 2018, și mai târziu la Backlash 2018, unde a fost învins de Rollins într-o luptă individuală.
În episodul de SmackDown din 8 mai, Miz l-a învins pe campionul Statelor Unite, Jeff Hardy, pentru a se califica în Men's Money in the Bank Ladder match de la Money in the Bank 2018. În acest caz, Miz nu a reușit să câștige meciul. La SummerSlam 2018, Miz l-a învins pe Bryan, după ce l-a acoperit după o utilizare nedetectată a unei perechi de articulații de aramă. Miz avea să anunțe că s-a retras oficial din confruntarea cu Bryan înainte ca Bryan și soția sa, Brie Bella, care își făcea revenirea, să anunțe că directorul general din SmackDown, Paige, i-a rezervat lui Miz și soția sa Maryse un Mixed Tag Team match împotriva lui Bryan și Bella la Hell in a Cell 2018. În acest caz, Miz & Maryse au câștigat meciul după ce Maryse a acoperit-o pe Bella. După acel meci, a fost anunțat că Miz și Bryan se vor confrunta încă o dată la evenimentul Super Show-Down 2018 și că câștigătorul va primi o luptă viitoare pentru Campionatul WWE. În acest caz, Miz a fost învins de Bryan.
Pe 16 octombrie, în cel de-al 1000-lea episod de SmackDown, Miz l-a învins pe Rusev grație interferenței din partea lui Aiden English pentru a se califica la turneul WWE World Cup pentru a determina cel mai bun luptător din lume la evenimentul  Crown Jewel 2018. La eveniment, Miz i-a învins pe Jeff Hardy și Rey Mysterio pentru a avansa în finală împotriva lui Dolph Ziggler, dar și-a accidentat genunchiul înainte de luptă, ceea ce l-a împiedicat să lupte. Comisarul din SmackDown, Shane McMahon, l-a înlocuit și l-a învins pe Ziggler, câștigând turneul și Cupa Mondială WWE. În episodul de SmackDown din 6 noiembrie, după ce Daniel Bryan a fost numit căpitan al echipei SmackDown pentru Traditional Survivor Series Men's match de la Survivor Series 2018, Miz avea să întrerupă și să ceară să fie căpitan în locul său datorită succesului său în turneul pentru Cupa Mondială WWE. Mai târziu, Shane McMahon s-ar preda lui Miz și i-ar acorda îndatoririle de co-căpitan al echipei, Miz și Bryan au lucrat cu reticență pentru formarea echipei sale. Cu toate acestea, săptămâna următoare, directorul general Paige l-a scos pe Bryan din luptă și l-a înlocuit cu Jeff Hardy, lăsându-l pe Miz ca singurul căpitan al echipei SmackDown pentru eveniment. În acest caz, echipa SmackDown a pierdut în fața echipei Raw.

#### 2019
La începutul anului 2019, Miz (în numele lui și Shane McMahon) i-au provocat pe Campionii pe echipe din SmackDown Cesaro și Sheamus la o luptă pentru titluri, pe 27 ianuarie, la Royal Rumble 2019. În săptămânile premergătoare evenimentului, Miz a luptat împotriva lui Sheamus și Cesaro în lupte individuale, învingându-l pe Sheamus și pierzând în fața lui Cesaro. În acest caz, Miz & McMahon au bătut echipa pentru a deveni noii Campioni pe echipe din SmackDown. Luna următoare la Elimination Chamber 2019, Miz și McMahon au pierdut titlurile în fața lui The Usos, încheindu-și domnia la 21 de zile. La Fastlane 2019, Miz și McMahon nu au putut recupera titlurile atunci când au fost învinși de The Usos. După luptă, McMahon l-a trădat pe Miz și l-a atacat în ring, precum și pe tatăl său George Mizzanin, care se afla pe primul rând în public. McMahon l-a învins pe Miz la WrestleMania 35, într-un Falls Count Anywhere match.
Pe 15 aprilie, în timpul Superstar Shake-up, Miz a fost din nou transferat la Raw. Miz a debutat în marcă în aceeași noapte atacându-l pe Shane McMahon, așa că rivalitatea lor a continuat. La Money in the Bank 2019, Miz a pierdut din nou față lui McMahon într-un Steel Cage match. În episodul de Raw din 27 mai, Miz a concurat într-un Fatal 4-Way Elimination match împotriva lui Baron Corbin, Braun Strowman și Bobby Lashley pentru a determina candidatul numărul unu la Campionatul Universal din WWE la evenimentul Super Show-Down 2019, dar a fost ultimul eliminat de către Corbin. La Super Show-Down, din Jeddah, Arabia Saudită, Miz a participat într-un Battle Royal de 50 de oameni, dar a fost eliminat de Elias. În episodul de Raw din 17 iunie, Miz a concurat într-un Fatal 5-Way Elimination match pentru a determina candidatul numărul unu la Campionatul Statelor Unite a lui Samoa Joe la Stomping Grounds 2019, unde a fost ultimul eliminat de eventualul câștigător Ricochet.

## În Wrestling

### Manevre de final
- Figure-four leglock four
- Skull-Crushing Finale

### Manageri
- Alex Riley
- Ric Flair
- Roni Jonah
- Damien Mizdow
- Layla
- Nikki Bella
- Kelly Kelly
- Brooke
- Maryse

## Titluri în WWE și realizări
- WWE Championship (2 ori)
- WWE Intercontinental Championship (8 ori)
- WWE United States Championship (2 ori)
- WWE Tag Team Championship (4 ori) cu John Morrison, Big show, John Cena și Damien mizdow
- Money in the Bank (2 ori: Raw 2010, 2020)
- Mixed match 2018
- Grand Slam Champion 2012
- Slammy Awards (2)